# 川田拳登
川田 拳登（かわた けんと、1997年7月9日 - ）は、埼玉県出身のサッカー選手。埼玉県社会人サッカーリーグ1部・アヴェントゥーラ川口所属。ポジションはミッドフィールダー、ディフェンダー、フォワード。

## 来歴
大宮アルディージャJrのU-11チーム発足の最年少（当時9歳）メンバー。U-12で全日本少年サッカー大会に大宮アルディージャJrとして初出場。ダノンカップ準優勝。Jrユースでも主将として2012年の全日本U-15サッカー大会（当時はJFAプレミアカップ）準優勝、高円宮杯全日本ユース（U-15）サッカー選手権大会準優勝、関東リーグ（1部）優勝。U-15、U-16の日本代表に選ばれた。ユースでもU-16日本代表に選ばれイタリアの国際大会優勝。2015年の日本クラブユースサッカー選手権 (U-18)大会準優勝。大宮ユースとして初めてJFAプレミアリーグに臨み優勝を争った。オランダ・フェイエノールトの練習に参加した。
2016年、トップチームに昇格。
2017年、ザスパクサツ群馬へ育成型期限付き移籍にて入団、リーグ戦5試合、天皇杯1試合の合計6試合の出場したが、さらに出場機会を得るためにシーズン途中の９月１日から育成型期限付き移籍先が栃木SCに変更された。両SB、SHでのポジションとなり移籍後すぐに出場機会を得て、プロ初ゴールを決めるなど栃木SCのJ2昇格を決めた最終節まで試合出場を重ねた。
2018年も期限付き移籍は継続されたが、大宮と栃木が同一カテゴリーになった（大宮はJ1から降格で、栃木はJ3から昇格でJ2所属）のに伴い、育成型期限付き移籍の対象とならないため普通の期限付き移籍となり、ポジションもMFへ変更された。シーズン序盤は途中出場が多かったが18節以降からWBとして先発出場し始め、俊足とドリブルを武器に25節からレギュラーの座をつかみ、得点もあげるなど最終節までフル出場（レンタル元の大宮戦は契約上出場できず）した。
2019年も期限付き移籍は継続された。
2020年、AC長野パルセイロへ育成型期限付き移籍にて入団。
2020年11月3日、大宮アルディージャへ3年半ぶりに復帰した。
2021年、AC長野パルセイロに完全移籍。
2022年11月17日、AC長野パルセイロは契約期間の満了を発表。
同年11月28日、カンセキスタジアムとちぎで行われたJリーグ合同トライアウトに出場した。
2022年12月26日、関東サッカーリーグのVONDS市原への移籍が発表された。
2024年、市原との契約が満了となった。
2025年、アヴェントゥーラ川口に移籍。

## 所属クラブ
- 大宮早起きSSS
- 大宮アルディージャジュニア
- 大宮アルディージャジュニアユース
- 大宮アルディージャユース
  - 2015年 大宮アルディージャ（2種登録選手）
- 2016年 - 2020年　 大宮アルディージャ
  - 2017年 - 同年8月  ザスパクサツ群馬 (育成型期限付き移籍)
  - 2017年9月 - 同年12月  栃木SC (育成型期限付き移籍)
  - 2018年 - 2019年  栃木SC（期限付き移籍）
  - 2020年 - 同年11月  AC長野パルセイロ (育成型期限付き移籍)
- 2021年 - 2022年  AC長野パルセイロ
- 2023年 - 2024年  VONDS市原
- 2025年 -  アヴェントゥーラ川口

## 個人成績
| 国内大会個人成績 | 国内大会個人成績 | 国内大会個人成績 | 国内大会個人成績 | 国内大会個人成績 | 国内大会個人成績 | 国内大会個人成績 | 国内大会個人成績 | 国内大会個人成績 | 国内大会個人成績 | 国内大会個人成績 | 国内大会個人成績 |
| 年度             | クラブ           | 背番号           | リーグ           | リーグ戦         | リーグ戦         | リーグ杯         | リーグ杯         | オープン杯       | オープン杯       | 期間通算         | 期間通算         |
| 年度             | クラブ           | 背番号           | リーグ           | 出場             | 得点             | 出場             | 得点             | 出場             | 得点             | 出場             | 得点             |
| 日本             | 日本             | 日本             | 日本             | リーグ戦         | リーグ戦         | リーグ杯         | リーグ杯         | 天皇杯           | 天皇杯           | 期間通算         | 期間通算         |
| ---------------- | ---------------- | ---------------- | ---------------- | ---------------- | ---------------- | ---------------- | ---------------- | ---------------- | ---------------- | ---------------- | ---------------- |
| 2016             | 大宮             | 29               | J1               | 0                | 0                | 1                | 0                | 0                | 0                | 1                | 0                |
| 2017             | 群馬             | 18               | J2               | 5                | 0                | -                | -                | 1                | 0                | 6                | 0                |
| 2017             | 栃木             | 29               | J3               | 11               | 3                | -                | -                | -                | -                | 11               | 3                |
| 2018             | 栃木             | 29               | J2               | 27               | 1                | -                | -                | 1                | 0                | 28               | 1                |
| 2019             | 栃木             | 29               | J2               | 22               | 0                | -                | -                | 1                | 0                | 23               | 0                |
| 2020             | 長野             | 29               | J3               | 20               | 0                | -                | -                | -                | -                | 20               | 0                |
| 2020             | 大宮             | 29               | J2               | 2                | 0                | -                | -                | -                | -                | 2                | 0                |
| 2021             | 長野             | 29               | J3               | 12               | 0                | -                | -                | 1                | 0                | 13               | 0                |
| 2022             | 長野             | 29               | J3               | 3                | 0                | -                | -                | -                | -                | 3                | 0                |
| 2023             | V市原            | 29               | 関東1部          | 17               | 0                | -                | -                | -                | -                | 17               | 0                |
| 2024             | V市原            | 29               | 関東1部          | 13               | 0                | -                | -                | -                | -                | 13               | 0                |
| 2025             | 川口             |                  | 埼玉県1部        |                  |                  | -                | -                | -                | -                |                  |                  |
| 通算             | 日本             | 日本             | J1               | 0                | 0                | 1                | 0                | 0                | 0                | 1                | 0                |
| 通算             | 日本             | 日本             | J2               | 56               | 1                | -                | -                | 3                | 0                | 59               | 1                |
| 通算             | 日本             | 日本             | J3               | 46               | 3                | -                | -                | 1                | 0                | 47               | 3                |
| 通算             | 日本             | 日本             | 関東1部          | 30               | 0                | -                | -                | -                | -                | 30               | 0                |
| 通算             | 日本             | 日本             | 埼玉県1部        |                  |                  | -                | -                | -                | -                |                  |                  |
| 総通算           | 総通算           | 総通算           | 総通算           | 132              | 4                | 1                | 0                | 4                | 0                | 137              | 4                |

その他の公式戦
- 2023年
  - 全国社会人サッカー選手権大会 1試合0点
  - 全国地域サッカーチャンピオンズリーグ 4試合1点
  - JFL・地域リーグ入れ替え戦 1試合0点
- 2024年
  - 全国地域サッカーチャンピオンズリーグ 1試合0点

出場歴
- Jリーグ初出場 2017年3月19日 J2第4節 FC町田ゼルビア戦（正田醤油スタジアム群馬)
- Jリーグ初得点 2017年9月16日 J3第23節 ガンバ大阪U23戦（栃木県グリーンスタジアム）

## 代表歴
- Ｕ-15、U-16日本代表（2012年）
- Ｕ-16日本代表（2013年）